# La Casassa de Ginestar
La Casassa de Ginestar és un monument del municipi de Sant Gregori (Gironès) protegit com a bé cultural d'interès local.

## Descripció
Masia de planta rectangular, desenvolupada en planta baixa i pis. La coberta és de teula àrab a dues vessants. Les parets portants són de maçoneria amb carreus a les cantonades i emmarcant les obertures. La porta principal i les finestres són fetes amb brancals i llindes de pedra cisellada. La finestra del pis de la banda esquerra presenta un guardapols sobre la llinda amb un cap esculpit en l'arrencament. L'interior s'estructura amb tres crugies perpendiculars a la façana. Els sostres són fets amb cairats de fusta. És interessant una columna de pedra situada a l'interior de la planta baixa.

### Porxo
Senzilla construcció de planta quadrangular, desenvolupada en dos nivells. Les parets portants són de maçoneria amb restes d'arrebossat fet amb morter de calç a les façanes exteriors. La coberta és de teula àrab a dues vessants. La façana principal presenta dos forats simètrics per facilitar la feina de treure o posar material. La porta d'accés es troba al centre de la planta baixa i és formada per brancals de pedra i llinda de fusta. Les pedres superiors dels dos brancals es desplacen cap a l'interior per ajudar a la llinda a salvar la llum del forat. És una porta de típica reminiscència medieval. Les altres façanes no presenten cap obertura.

## Història
A l'interior hi ha una llinda de pedra, que forma part d'una porta, amb l'any 1500 cisellat a la pedra.